# Diaspora turque
Le terme diaspora turque fait allusion à la population estimée des Turcs dans le monde qui ont immigré de Turquie ou de Chypre du Nord (cela ne comprend pas les Turcs des Balkans, de l'Irak, de Syrie et du Liban qui n'ont pas immigré de Turquie). Cette diaspora ne doit pas être confondue avec les peuples turcs qui habitent pour la plupart dans l'Asie du Nord et dans l'Asie centrale.
De nombreux citoyens turcs d'origine kurde ont émigré en Europe à partir du début des années 1990, lorsque le gouvernement turc de l'époque s'employait à évacuer la population de villages kurdophones situés dans les théâtres d'opération. Ce, afin de couper la guérilla du PKK de sa base de recrutement.

## Préférences politiques
En 2023, sur les 64 millions de citoyens turcs inscrits sur les listes électorales, 3,4 millions votent à l’étranger. Parmi eux, 1,5 million – soit près de la moitié – se trouvent en Allemagne, plaçant ce pays loin devant la France (397 000 électeurs), les Pays-Bas (287 000), la Belgique (153 000), les Etats-Unis (134 000) et le Royaume-Uni (127 000). 
Les personnes d'origine turque en Allemagne votent massivement pour le président sortant conservateur Recep Tayyip Erdoğan. Ainsi, près de 63 % des Turcs vivant en Allemagne ont voté pour le référendum constitutionnel d'Erdoğan en 2017. En Belgique, les Turcs soutiennent le référendum à hauteur de 77 %, de 73 % en Autriche; 70 % aux Pays-Bas et 65 % en France Les élections présidentielles du pays en 2018 ont suivi une tendance similaire puisque 64,8 % des Turcs vivant en Allemagne ont voté pour Erdogan, tandis que 52,6 % de la population turque ont voté pour sa réélection.
Au premier tour de l'élection présidentielle turque de 2023, 64 % de la diaspora turque en Allemagne comme en France vote pour le président sortant conservateur Recep Tayyip Erdoğan, celui-ci n'obtenant au total que 49 % des voix. En Belgique, Erdoğan obtient 72,31% des voix, 68,4% aux Pays-Bas, et 59,2 % au Luxembourg.
Le soutien à Erdoğan parmi les Turcs n'est pas aussi répandu dans d'autres pays étrangers. En 2018, Erdogan n'a reçu que 17 % des voix des citoyens turcs vivant aux États-Unis, 21 % de ceux vivant au Royaume-Uni, 35 % de ceux vivant en Iran et 29 % de ceux du Qatar.
Les raisons de ce vote conservateur en Allemagne s'expliqueraient par le fait que les premiers Turcs qui ont émigré vers ce pays après-guerre venaient principalement de la région rurale d'Anatolie, qui est assez conservatrice. Pour Yunus Ulusoy du Centre d'études sur la Turquie et la recherche sur l'intégration (ZfTI) de l'Université de Duisburg-Essen, leurs opinions religieuses-conservatrices se sont préservées dans la diaspora.